# Малый Носков ручей
Малый Носков ручей — малая река в районе Капотня Юго-Восточного административного округа Москвы, левый приток Большого Носкова ручья. Своё название получил от гидронима принимающей реки. По состоянию на начало 2018 года заключён в подземный коллектор.
Длина ручья составляет один километр. Исток находился к северо-востоку от улицы 2-й квартал Капотни. Водоток проходил на северо-запад через Заводской пруд, расположенный около здания управления Московского нефтеперерабатывающего завода. Ручей протекал на запад и впадал в Носковку в районе сохранившегося водоёма, образуя его южный залив.